# Irritationssyndrom
Irritationssyndrome sind Erkrankungen, die durch Reizungen (Irritation) von Nerven oder Teilen des Nervensystems auftreten. Man unterscheidet verschiedene Formen:
- Aurikulotemporales Syndrom (Frey-Syndrom): Hautrötung durch Reizung des Nervus auriculotemporalis oder durch bestimmte Speisen („Geschmacksschwitzen“) in der Ohr-Schläfen-Region, dem Versorgungsgebiet des Nervs.
- Reilly-Syndrom: allgemeine Reizung des sympathischen Nervensystems durch bakterielle Toxine oder bei allergisch-toxischem Schock.
- Mesodienzephales Irritationssyndrom: Reizung des Diencephalons durch Vergiftung oder Mangeldurchblutung.
- Psychisch-vegetatives Irritationssyndrom: geistig-seelische Störungen infolge einer neurovegetativen Dystonie.
- Krokodilstränenphänomen: Tränendes Auge bei Nahrungsaufnahme